# Fondation Cartier
La Fondation Cartier pour l'art contemporain (in italiano: Fondazione Cartier per l'arte contemporanea) è una fondazione creata nel 1984 da Alain-Dominique Perrin. Precedentemente situata a Jouy-en-Josas, dal 1994 è ospitata nell'edificio progettato dall'architetto Jean Nouvel a Parigi, in boulevard Raspail.
L'opera architettonica si caratterizza per essere basata sulle idee di trasparenza, dissolvenza e smaterializzazione.
L'obiettivo della fondazione è promuovere e sostenere l'arte contemporanea mediante varie attività (collezioni, nuove acquisizioni, mostre, libri, etc.), tra cui la biennale parigina Mois de la Photo. Promuove molte giovani artisti.

## L'edificio
Nel bando di gara comprendeva un lotto che aveva anche uno storico albero, detto albero della vita piantato da Chateaubriand più di 200 anni prima, in quello che era un giardino cinto da un muro. Ogni nuovo progetto in gara doveva rispettare questi elementi e ottenere il beneplacito di un attivo comitato locale di residenti che chiedeva, ad esempio, la conservazione di tutti gli alberi . 
Il contesto, con il giardino e il grande albero, e l'edificio, diviso in area espositiva e area uffici, suggerivano un'architettura in vetro. Infatti la soluzione che propone Jean Nouvel, avendo già avuto modo di confrontarsi con il problema della trasparenza e opacità  in alcuni suoi progetti precedenti, è una semplice scatola in vetro a nove piani con lunghezza doppia della profondità, parallela a Boulevard Raspail. 
La zona espositiva è uno spazio luminoso su due livelli, la cui unica interruzione è costituita da un mezzanino centrale. Un'ulteriore area destinata alle mostre è stata ricavata nel seminterrato, mentre gli uffici si trovano ai piani superiori. L'entrata principale è al centro, sotto il mezzanino e a fianco del celebre albero, con un ascensore sulla destra che conduce al parcheggio per auto. In termini di planimetria e organizzazione spaziale tutto è estremamente lineare. 
Realizzato con un massimo di vetro e minimo di acciaio grigio, l'edificio ha altre tre caratteristiche che da banale corpo a vetri lo trasformano in una successione di strati trasparenti. 
In primo luogo il muro di cinta, distante 15 metri dalla facciata principale, è stato sostituito da una parete in vetro alta 18 metri sorretta da un sottile telaio in acciaio.
In secondo luogo le pareti a vetri del fronte e del retro proseguono per una decina di metri oltre i due muri laterali. In terzo e ultimo luogo gli spazi espositivi principali, con un'altezza di 8.5 metri, sono interamente vetrati. Ne risulta un volume quasi interamente trasparente, che incornicia l'albero e il giardino circostante tra il muro esterno in vetro e i piani digradanti dell'edificio stesso. Sono questi piani vetrati che instaurano l'ambiguità tra realtà e virtualità: la percezione è che non si sa mai se l'albero di Chateaubriand è fuori, dentro o si tratta del suo riflesso. Sono questi i giochi che interessano l'architetto come si evince dalle sue parole: 
In un caso o nell'altro, si tratti di trasparenza o di riflessione, queste parole evidenziano l'importanza che Nouvel attribuisce alla luce: condizioni del tempo, ore del giorno, angolo della visuale, livelli relativi di illuminazione interna ed esterna. Tutto concorre a creare nuove immagini e nuovi motivi.

## Mostre
- 1984 – César; Lia Milroy; Julian Opie
- 1985 – Vivre en couleur; Natures de rêves; Les Bonsaïs de Rémy Samson; Jean-Pierre Raynaud; Sculptures, première approche pour un parc
- 1986 – Sur les murs; L'Art fun ou l'Enfance de l'art; Raymond Hains; Les Années 60: 1960-1969, La Décade triomphante; Peintres et sculpteurs espagnols 1981-1986; Evergon; Les Championnes de César
- 1987 – Dominique Gauthier; François Boisrond; Shirley Jaffe; Les Stars de la photo vues par les éditions Condé Nast; Hommage à Ferrari; Emmanuel Pereire; Ian Hamilton Finlay; Daniel Boudinet
- 1988 – Robert Jacobsen e Jean Clareboudt; 17 artistes danois; Alain Bizos; M.D.F: Des créateurs pour un matériau; Vraiment faux; Gérard Garouste; La Mode, une nouvelle génération; Scènes de mode: Ouka Lele pour Philippe Model
- 1989 – Judith Bartolani e Claude Caillol; Aspects de la jeune sculpture européenne; Solex-nostalgie; Jochen Gerz; Photographies; Ingo Maurer; Collection Peinture; Couleur Sud; Nos années 80
- 1990 – Bill Viola; Lignes de mire - 1; Andy Warhol System: Pub - Pop - Rock; Carnet de voyages - 1; Monique Frydman
- 1991 – Richard Baquié; Lignes de mire - 2; La Vitesse; Jean-Bernard Métais
- 1992 – Machines d'architecture; À visage découvert
- 1993 – Marc Couturier; Yasumasa Morimura; Jeff Wall; Azur
- 1994 – Ron Arad; Richard Artschwager; Pierrick Sorin; Carole Benzaken; Matej Kren; Huang Yong Ping; Chuck Close; Raymond Hains; Seydou Keïta; Shinzo e Roso Fukuhara
- 1995 – Herbert Zangs; Jean-Michel Alberola; Marc Newson; Matthew Barney; Nobuyoshi Araki; Malick Sidibé; Macha Makeieff e Jérôme Deschamps; Tom Wesselmann; Bodys Isek Kingelez; Jean Tinguely; James Lee Byars; Thierry Kuntzel; Vija Celmins
- 1996 – By Night; Miyajima Tatsuo; Comme un oiseau; Double vie, Double vue
- 1997 – Patrick Vilaire; Huang Yong Ping; Alain Séchas; Alain Diot; Coïncidences; Amours
- 1998 – Gérard Deschamps; Panamarenko; Francesca Woodman; Être nature; Issey Miyake
- 1999 – Beaurin Domercq; Gottfried Honegger; Radi Designers; Stan Douglas; Un monde réel; Herb Ritts; Sarah Sze
- 2000 – Cai Guo-Qiang; Guillermo Kuitca; J.D. Okhai Ojeikere; Le Désert; Thomas Demand; Bernard Piffaretti
- 2001 – Pierrick Sorin; Alair Gomes; Un art populaire; William Eggleston; Gérard Garouste
- 2002 – Vincent Beaurin, Fabrice Domercq, Alessandro Mendini; Takashi Murakami; Paul Virilio
- 2003 – Yanomami, l'esprit de la forêt; Jean-Michel Othoniel; Daidō Moriyama
- 2004 – Marc Newson; Chéri Samba; Jean-Paul Gaultier; Raymond Depardon; Hiroshi Sugimoto
- 2005 – Adriana Varejão; Rinko Kawauchi; J'en rêve; John Maeda; Ron Mueck
- 2006 – Juergen Teller; Tadanori Yokoo; Agnès Varda; Gary Hill; Tabaimo
- 2007 – David Lynch; Rock'n'roll 39-59; Robert Adams; Lee Bul
- 2008 – Andrea Branzi; Patti Smith; César, Anthologie par Jean Nouvel; Native Land, Stop Eject
- 2009 – Beatriz Milhazes; William Eggleston; Né dans la rue - Graffiti
- 2010 – Beat Takeshi Kitano; Mœbius-Transe-Forme
- 2011 – Vaudou; Mathématiques, un dépaysement soudain
- 2012 – Histoires de voir, Show and Tell; Yue Minjun, L'Ombre du fou rire
- 2013 – Ron Mueck; América Latina 1960-2013
- 2014 – Diller Scofidio + Renfro; Les habitants; Mémoires Vives
- 2015 – Bruce Nauman; Beauté Congo 1926-2015 Congo Kitoko
- 2016 – Le Grand Orchestre des Animaux; Fernell Franco; Daidō Moriyama
- 2017 – Autophoto; Malick Sidibé
- 2018 – Jun'ya Ishigami
- 2019 – Nous les Arbres
- 2021 – Damien Hirst, Cherry Blossoms
- 2022 – Sally Gabori; Fabrice Hyber, The Valley
- 2023 – Ron Mueck; Bijoy Jain / Studio Mumbai, Breath of an Architect